# پیعنخی
پیعَنخی (انگلیسی: Piankhi) یا پیه (انگلیسی: Piye) (درگذشت: ۷۱۴ پیش از میلاد) یک پادشاه باستانی پادشاهی کوش و بنیانگذار بیست و پنجمین سلسله مصر باستان بود که از ۷۴۴ تا ۷۱۴ قبل از میلاد بر مصر حکومت می‌کرد. وی از شهر ناپاتا، واقع در عمق نوبیا، سودان امروزی، حکومت می‌کرد.

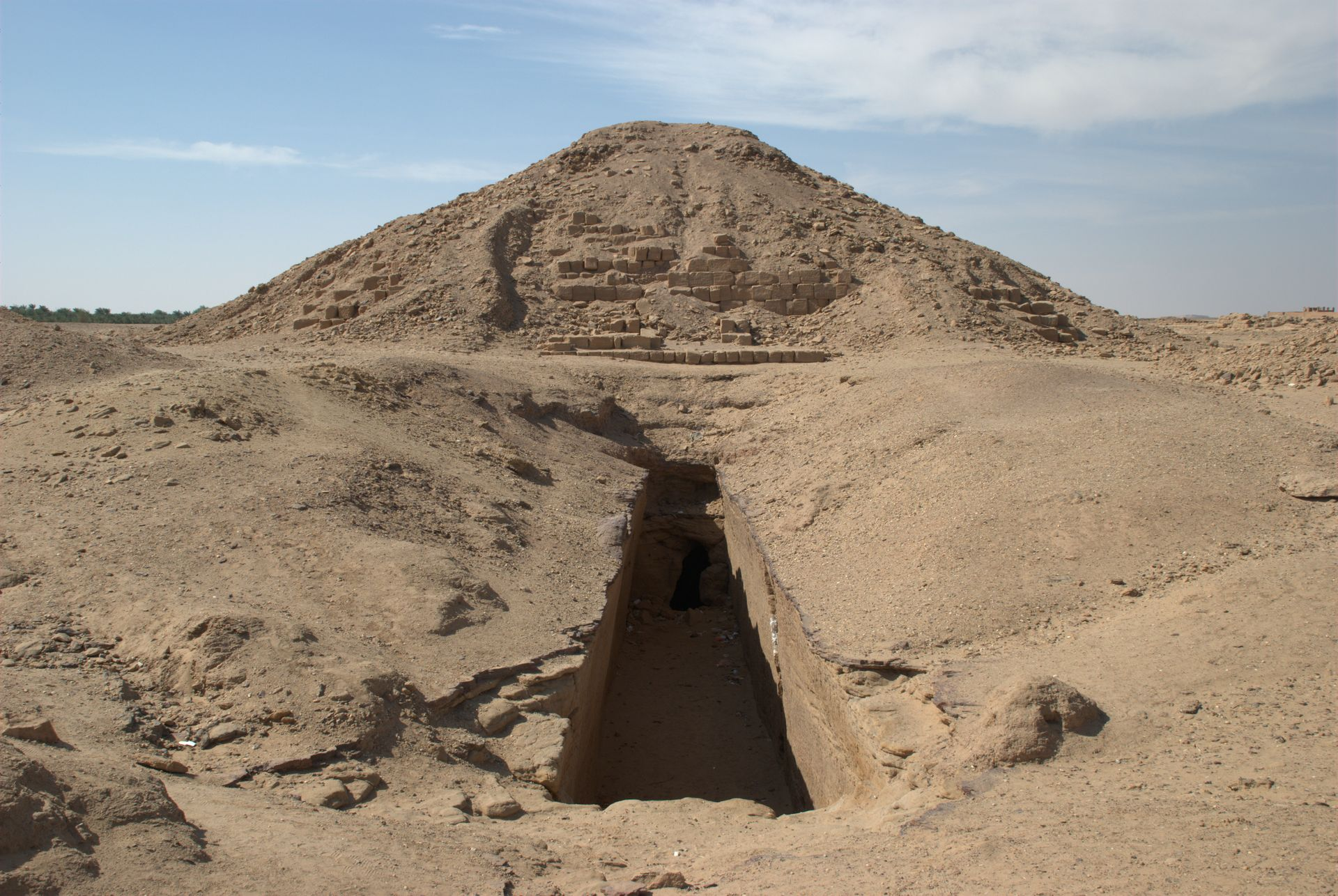
هرم پیه در ال-کوررو